# Championnat de France Pro B de tennis de table 2007-2008
Navigation
Pro B 2006-2007 Pro B 2008-2009
| \| Argentan Bayard St-Denis Montpellier PPC Villeneuve-sur-Lot Beauchamp St-Maur EP Isséenne Chartres ASTT CAM Hommes TTCNA Hommes TT Joué-lés-Tours Echirolles/Eybens TTCNA Femmes AS Miramas ACS Fontenay Saint-Quentin Quimper Ent. Marly/Elancourt CAM Femmes \| Localisation des clubs engagés dans le championnat. |
| Argentan Bayard St-Denis Montpellier PPC Villeneuve-sur-Lot Beauchamp St-Maur EP Isséenne Chartres ASTT CAM Hommes TTCNA Hommes TT Joué-lés-Tours Echirolles/Eybens TTCNA Femmes AS Miramas ACS Fontenay Saint-Quentin Quimper Ent. Marly/Elancourt CAM Femmes                                                           |

## Championnat Masculin
Argentan Bayard a écrasé le championnat réduit à 9 équipes au bout de la 2e journée, à la suite du forfait du TTC Nantes Atlantique, confronté à des gros problèmes financiers. Le CAM Bordeaux est alors le seul club à être relégué sportivement.
| Pl | Équipes                | Pts | J  | V  | N | D  | Pp | Pc | Diff |
| -- | ---------------------- | --- | -- | -- | - | -- | -- | -- | ---- |
| 1  | Argentan Bayard        | 46  | 16 | 14 | 2 | 0  | 62 | 17 | +45  |
| 2  | Saint Denis US 93 TT   | 39  | 16 | 11 | 1 | 4  | 50 | 33 | +17  |
| 3  | Montpellier TT         | 38  | 16 | 10 | 2 | 4  | 51 | 31 | +20  |
| 4  | PPC Villeneuve-sur-Lot | 32  | 16 | 7  | 2 | 7  | 45 | 45 | 0    |
| 5  | Beauchamp CTT          | 31  | 16 | 6  | 3 | 7  | 41 | 42 | -1   |
| 6  | VGA Saint-Maur         | 31  | 16 | 6  | 3 | 7  | 42 | 46 | -4   |
| 7  | EP Isséenne            | 27  | 16 | 5  | 1 | 10 | 33 | 52 | -19  |
| 8  | Chartres ASTT          | 27  | 16 | 3  | 5 | 8  | 37 | 49 | -12  |
| 9  | CAM Bordeaux           | 17  | 16 | 0  | 1 | 15 | 17 | 63 | -46  |
| 10 | TTC Nantes Atlantique  | 0   | 0  | 0  | 0 | 0  | 0  | 0  | 0    |

## Championnat Féminin
| Pl | Équipes                     | Pts | J  | V  | N | D  | P | Pp | Pc | Diff |
| -- | --------------------------- | --- | -- | -- | - | -- | - | -- | -- | ---- |
| 1  | TT Joué-lès-Tours           | 52  | 18 | 16 | 2 | 0  | - | 70 | 17 | +53  |
| 2  | SA Souché Niort             | 47  | 18 | 13 | 3 | 2  | - | 64 | 32 | +32  |
| 3  | AL Échirolles-Eybens        | 40  | 18 | 8  | 6 | 4  | - | 55 | 43 | +12  |
| 4  | TTC Nantes Atlantique       | 37  | 18 | 7  | 5 | 6  | - | 51 | 47 | +4   |
| 5  | AS Miramas                  | 36  | 18 | 5  | 8 | 5  | - | 52 | 51 | +1   |
|    | ACS Fontenay-sous-Bois      | 36  | 18 | 7  | 4 | 7  | - | 46 | 48 | -2   |
| 7  | TT Saint-Quentin            | 33  | 18 | 7  | 2 | 8  | 1 | 45 | 51 | -6   |
| 8  | Quimper Cornouaille TT      | 28  | 18 | 3  | 4 | 11 | - | 37 | 61 | -24  |
| 9  | Ent. Marly-le-Roi/Élancourt | 25  | 18 | 2  | 3 | 13 | - | 31 | 65 | -34  |
|    | CAM Bordeaux                | 25  | 18 | 1  | 5 | 12 | - | 28 | 64 | -36  |

## Source
- Résultats et Classement de la Pro B Dames sur le site de la Ligue de Picardie